# Kinh tế Pháp
Kinh tế Pháp là nền kinh tế phát triển cao và định hướng thị trường tự do. Pháp là quốc gia có nền kinh tế lớn thứ 7 trên thế giới vào năm 2020 tính theo GDP danh nghĩa  và lớn thứ 10 tính theo PPP. Tính đến ngày 30 tháng 9 năm 2020 Pháp là nền kinh tế lớn thứ 3 châu Âu sau Đức và Vương quốc Anh.
Pháp là một nền kinh tế phát triển theo hướng đa dạng hóa trong đó dịch vụ là ngành phát triển nhất (chiếm 78,8% GDP năm 2017), ngành công nghiệp chiếm 19,5% GDP và ngành nông nghiệp chiếm 1,7% còn lại. Năm 2020, Pháp là nước thu hút FDI lớn nhất và chi cho hoạt động nghiên cứu và phát triển nhiều thứ hai châu Âu, trên tổng số 10 quốc gia tiên tiến nhất thế giới theo bảng xếp hạng của Bloomberg về chỉ số phát triển năm 2020, ngoài ra Pháp cũng được xếp hạng thứ 15 về cạnh tranh toàn cầu theo Global Competitiveness Report năm 2019 (tăng 2 bậc so với năm 2018). Là quốc gia thương mại lớn thứ 5 thế giới (và lớn thứ 2 châu Âu chỉ sau Đức), Pháp là điểm đến được nhiều du khách tham quan nhất thế giới, đồng thời là quốc gia dẫn đề về sức mạnh ngành nông nghiệp trong Liên minh châu Âu.
Theo IMF, Năm 2020 Pháp nằm trong top 20 nước có thu nhập bình quân đầu người cao nhất thế giới với 39.257 Đô la Mỹ một người. Năm 2019, Pháp có tên trong danh sách các quốc gia theo Chỉ số phát triển con người của Liên Hợp Quốc với HDI đạt 0,901 (mức độ phát triển con người rất cao) và đứng thứ 23 về chỉ số nhận thức tham nhũng trong năm 2019.
Paris là  thành phố toàn cầu, là một trong những thành phó có GDP cao nhất thế giới và là thành phố châu Âu đầu tiên (thành phố thứ ba thế giới) có các công ty được liệt kê trong Fortune Global 500 của Fortune. Paris từng là thành phố toàn cầu hấp dẫn thứ 2 thế giới vào năm 2019 theo đánh giá của KPMG. La Défense là khu trung tâm tài chính của Paris, nơi đâu được Ernst & Young xếp hạng trong năm 2017 là khu kinh doanh đầu tàu của châu Âu và là khu tài chính lớn thứ 4 thế giới. OECD có trụ sở tại Paris - thủ đô tài chính quốc gia. Các trung tâm về kinh tế khác gồm có Lyon, Toulouse (trung tâm ngành hàng không của châu Âu), Marseille, Lille và Bordeaux.
Nền kinh tế Pháp bước vào thời kỳ suy thoái cuối những năm 2000 muộn hơn đồng thời cũng thoát khỏi nó sớm hơn so với hầu hết các nền kinh tế bị ảnh hưởng và chỉ trải qua bốn quý suy thoái. Mặc dù vậy Pháp đã phải chứng kiến nền kinh tế của mình phát triển một cách trì trệ vào giữa năm 2012 và 2014 khi mà nền kinh tế dậm chân tại chỗ trong năm 2012, chỉ tăng có 0,8% năm 2013 và 0,2% vào năm 2014, mặc dù vậy tốc độ tăng trưởng đã khả quan hơn vào năm 2015 khi tăng 0,8% và 1,1% năm 2016,  2,2% năm 2017 và sau đó 2,1% vào năm 2018. Theo OFCE, tốc độ tăng trưởng kỳ vọng trong năm 2019 sẽ là 1,3%.

## Các tập đoàn
Pháp có 31 tập đoàn nằm trong danh sách 500 công ty lớn nhất thế giới, và là quốc gia châu Âu có nhiều công ty nằm trong danh sách này vào năm 2020 khi xếp trên cả Đức (27 công ty) và Vương quốc Anh (22).
Tính đến tháng 8 năm 2020, các tập đoàn của Pháp nắm giữ nhiều tài sản nhất trên sàn giao dịch chứng khoán của Eurozone (EURO STOXX 50) (36,4% tổng tài sản) và xếp trên Đức (35,2%).
Một vài tập đoàn của Pháp còn là những doanh nghiệp đầu ngành trong lĩnh vực mà họ kinh doanh, ví dụ như AXA trong ngành bảo hiểm và Air France thuộc ngành vận tải hàng không. Các sản phẩm hàng xa xỉ và cao cấp trong ngành mỹ phẩm và thời trang chính là một đặc trưng khi nhắc tới Pháp, cụ thể có L'Oreal là công ty sản xuất mỹ phẩm số một thế giới cùng với LVMH và Kering là hai công ty lớn nhất thế giới trong ngành sản xuất các mặt hàng xa xỉ. Về năng lượng và tiện ích, Engie và EDF là hai trong số các công ty năng lượng lớn nhất thế giới, ngoài ra Areva là công ty về năng lượng nguyên tử lớn; Veolia Environnement là công ty chuyên cung cấp các dịch vụ về môi trường và quản lý nguồn nước số một thế giới; Vinci SA, Bouygues và Eiffage là các công ty lớn hoạt động trong lĩnh vực xây dựng; Michelin xếp ở vị trí thứ 3 trên bảng xếp hạng các công ty sản xuất lốp lớn nhất thế giới; JCDecaux là tập đoàn chuyên tổ chức các hoạt động quảng cáo ngoài trời (outdoor advertising) lớn nhất thế giới; BNP Paribas, Credit Agricole và Société Générale luôn nằm trong số những công ty lớn nhất thế giới tính theo tổng giá trị tài sản đang nắm giữ. Capgemini và Atos là các công ty chuyên về dịch vụ tư vấn công nghệ hàng đầu.
Carrefour là nhà bán lẻ lớn thứ hai thế giới tính theo doanh thu; Total là tập đoàn dầu khí tư nhân lớn thứ tư; Dannone là tập đoàn hoạt động trong lĩnh vực thực phẩm lớn thứ nằm và dẫn đầu thế giới vế sản xuất các sản phẩm nước khoáng; Sanofi là công ty dược phẩm lớn thứ năm; Publicis là công ty quảng cáo lớn thứ ba; Groupe PSA là nhà sản xuất ô tô và xe máy lớn số 6 thế giới và số 2 ở châu Âu; Accor là tập đoàn kinh doanh khách sạn số một châu Âu; Alstom là tập đoàn đường sắt hàng đầu thế giới.

## Sự trỗi dậy và suy thoái của chính sách kinh tế chỉ huy
Pháp từng bắt tay vào một chương trình hiện đại hóa đầy tham vọng và cũng đã rất thành công dưới sự điều phối của nhà nước. Chương trình mang tên dirigisme hay còn gọi là chính sách kinh tế chỉ huy được các chính phủ áp dụng một cách rộng rãi vào giai đoạn giữa năm 1944 và 1983 liên quan đến sự kiểm soát của nhà nước đối với một số ngành như giao thông vận tải, năng lượng và viễn thông cũng như khuyến khích các tập đoàn tư nhân sáp nhập hoặc tham gia vào một số dự án nhất định.
Trong cuộc bầu cử tổng thống năm 1981 François Mitterrand đã nhìn ra sự hiệu quả trong ngắn hạn của chính sách này khi mà chính phủ gần như nắm giữ và kiểm soát mọi ngành quan trọng của nền kinh tế khi thực hiện quốc hữu hóa các ngành công nghiệp nặng và ngân hàng tư nhân. Kết quả là chương trình dirigisme ngay lập tức nhận được những sự chỉ trích vào đầu năm 1982. Năm 1983, chính phủ quyết định từ bỏ chương trình dirigisme và bắt đầu xây dựng kỷ nguyên cho một chương trình quản lý nền kinh tế mới mang tên rigueur ("rigor") hay còn gọi là chính sách tập đoàn hóa. Kết quả là chính phủ đã chấm dứt việc can thiệp vào nhiều lĩnh vực của nền kinh tế; chính sách dirigisme giờ đây đã lùi lại về phía sau mặc dù ảnh hưởng của nó vẫn còn sót lại một ít. Sự thay đổi này giúp nền kinh tế Pháp thay đổi và phát triển hơn đáng kể so với các quốc gia châu Âu khác.
Mặc dù Pháp là một nền kinh tế có sự tự do hóa cao, chính phủ vẫn đóng một vai trò quan trọng trong việc điều tiết kinh tế cụ thể được chứng minh qua các con số: chi tiêu của chính phủ chiếm tới 56% tổng GDP vào năm 2014, xếp thứ 2 trong số các nước thuộc Liên minh châu Âu. Điều kiện lao động và tiền lương được quy định chặt chẽ, chính phủ tiếp tục được sở hữu cổ phần trong các tập đoàn ở một số lĩnh vực nhất định bao gồm sản xuất và phân phối năng lượng, ô tô, giao thông vận tải và viễn thông. Tuy nhiên, các cổ phần này đang được bán ra một cách nhanh chóng và nhà nước chủ yếu giữ cổ phần với tư cách là bên liên quan mang tính tượng trưng trong các công ty đó (trừ vận tải đường sắt và năng lượng).

## Tài chính của chính phủ

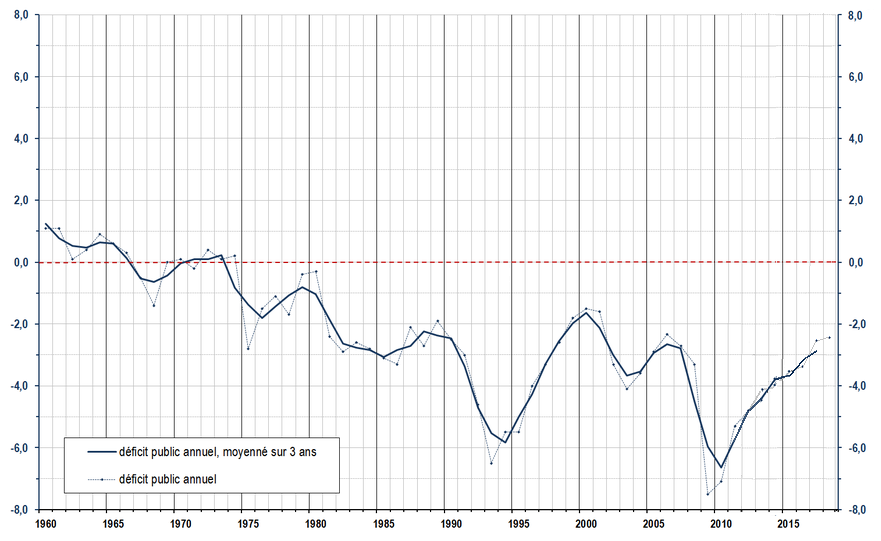
Tỷ trọng đi vay của chính phủ Pháp (thâm hụt ngân sách) tính theo % của GNP giai đoạn 1960–2009.

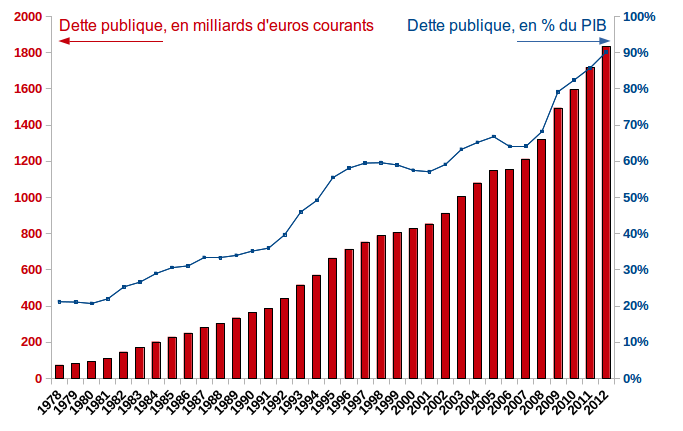
Nợ công của Pháp từ năm 1978 đến 2009

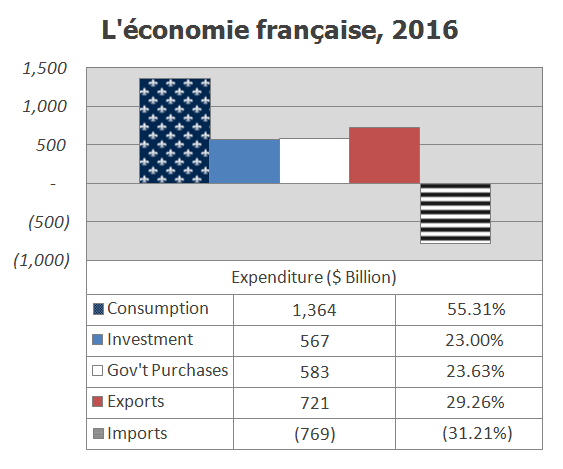
Kết cấu nền kinh tế Pháp (GDP) năm 2016 theo từng loại chi tiêu

Tháng 4 và tháng 5 năm 2012, tại Pháp diễn ra một cuộc bầu cử tổng thống và người chiến thắng là François Hollande đã phản đối các biện pháp thắt lưng buộc bụng và hứa hẹn sẽ chấm dứt tình trạng thâm hụt ngân sách của Pháp vào năm 2017. Chính phủ mới tuyên bố rằng họ sẽ hướng tới việc xóa bỏ chính sách giảm và miễn thuế đối với người giàu từng được ban hành trước đó không lâu, nâng mức thuế khung cao nhất lên 75% đối với các khoảnh thu nhập trên một triệu euro, điều chỉnh độ tuổi được coi là nghỉ hưu xuống 60 và cam kết trả lương hưu đầy đủ cho những người đã làm việc trong vòng 42 năm trở lên, khôi phục lại khoảng 60,000 việc làm đã bị cắt bỏ khỏi chương trình giáo dục công trước đó, điều chỉnh tăng tiền thuê nhà đồng thời xây dựng thêm nhà ở công cộng cho người nghèo.
Tháng 6 năm 2012, Đảng Xã hội của tổng thống Hollande đã chiến thắng thuyết phục trong các cuộc bầu cử lập pháp để có được quyền thực thi sửa đổi Hiến pháp đồng thời phê duyệt ngay lập tức việc ban hành những cải cách được hứa hẹn trước đó. Lãi suất trái phiếu chính phủ Pháp thời điểm này đã giảm 30% xuống mức thấp kỷ lục và thấo hơn 50 điểm cơ bản so với Lãi suất trái phiếu chính phủ Đức.
Tháng 7 năm 2020 do những ảnh hưởng nặng nề từ đại dịch COVID-19, chính phủ Pháp lần đầu tiên trong lịch sử đã buộc phải phát hàng trái phiếu có thời hạn 10 năm với lãi suất âm (có nghĩa là khi mà các nhà đầu tư mua trái phiếu chính phủ Pháp thì họ sẽ phải trả tiền lãi thay vì nhận được chúng cho chính phủ).
Năm 2020 Pháp là quốc gia dự trữ vàng nhiều thứ 4 thế giới.

### Nợ quốc gia
Chính phủ Pháp từng phải vận hành nền kinh tế trong tình trạng thâm hụt ngân sách suốt từ đầu những năm 1970 cho đến nay. Tính đến năm 2021, Nợ của chính phủ Pháp tương đương 118,6% GDP quốc gia.
Theo các quy định của Liên minh châu Âu, các quốc gia thành viên phải hạn chế nợ của họ ở mức 60% sản lượng hoặc giảm tỷ lệ cơ cấu theo mức trần này và thâm hụt công không được phép vượt quá 3% GDP..
Cuối năm 2012, các cơ quan xếp hạng tín dụng cảnh cáo rằng mức nợ công hiện tại của chính phủ Pháp có nguy cơ sẽ làm giảm xếp hạng tín dụng AAA của quốc gia này, đồng nghĩa với việc nhiều khả năng sẽ phải hạ cấp tín dụng trong tương lai kéo theo chi phí đi vay của chính phủ Pháp sẽ tăng lên. Năm 2012 Pháp bị hạ bậc xếp hạng tín dụng theo đánh giá của Moody's, Standard&Poor's và Fitch xuống còn AA+.
Tháng 12 năm 2014 xếp hạng tín dụng của Pháp thậm chí còn bị hạ thêm một bậc bởi Fitch (và S&P) xuống bậc AA.

## Dữ liệu
Bảng dưới đây cho biết các chỉ số chính trong nền kinh tế Pháp giai đoạn 1980–2018. Lạm phát dưới 2% được biểu thị bởi màu xanh lá cây.
| Year | GDP (tỷ Euro) | GDP bình quân (Euro) | Tốc độ tăng tưởng GDP (thực tế) | Tỷ lệ lạm phát (theo %) | Tỷ lệ thất nghiệp (Theo %) | Cân đối ngân sách (Theo % GDP) |
| ---- | ------------- | -------------------- | ------------------------------- | ----------------------- | -------------------------- | ------------------------------ |
| 1980 | 453.2         | 8,435                | 1.8%                            | 13.1%                   | 6.2%                       | −0.4%                          |
| 1981 | 511.7         | 9,470                | 1.1%                            | 13.3%                   | 7.4%                       | −2.4%                          |
| 1982 | 587.9         | 10.821               | 2.5%                            | 12.0%                   | 8.1%                       | −2.8%                          |
| 1983 | 652.8         | 11,945               | 1.2%                            | 9.5%                    | 7.4%                       | −2.5%                          |
| 1984 | 709.6         | 12,927               | 1.5%                            | 7.7%                    | 8.5%                       | −2.7%                          |
| 1985 | 760.5         | 13,788               | 1.6%                            | 5.8%                    | 8.7%                       | −2.9%                          |
| 1986 | 817.8         | 14,759               | 2.4%                            | 2.5%                    | 8.9%                       | −3.2%                          |
| 1987 | 859.8         | 15,442               | 2.6%                            | 3.3%                    | 9.2%                       | −2.0%                          |
| 1988 | 929.4         | 16,607               | 4.7%                            | 2.7%                    | 8.8%                       | −2.5%                          |
| 1989 | 1,001.8       | 17,805               | 4.4%                            | 6.6%                    | 8.7%                       | −1.8%                          |
| 1990 | 1,058.6       | 18,711               | 2.9%                            | 0.3%                    | 8.4%                       | −2.4%                          |
| 1991 | 1,097.1       | 19,304               | 1.0%                            | 3.4%                    | 8.6%                       | −2.8%                          |
| 1992 | 1,136.8       | 19,906               | 1.6%                            | 2.5%                    | 9.4%                       | −4.6%                          |
| 1993 | 1,148.4       | 20,018               | −0.6%                           | 2.2%                    | 10.3%                      | −6.3%                          |
| 1994 | 1,186.3       | 20,609               | 2.3%                            | 1.7%                    | 10.7%                      | −5.4%                          |
| 1995 | 1,225.0       | 21,211               | 2.1%                            | 1.8%                    | 10.5%                      | −5.1%                          |
| 1996 | 1,259.0       | 21,730               | 1.4%                            | 2.1%                    | 10.8%                      | −3.9%                          |
| 1997 | 1,299.7       | 22,365               | 2.3%                            | 1.3%                    | 10.9%                      | −3.6%                          |
| 1998 | 1,358.8       | 23.307               | 3.6%                            | 0.7%                    | 10.7%                      | −2.4%                          |
| 1999 | 1,408.1       | 24,072               | 3.4%                            | 0.6%                    | 10.4%                      | −1.6%                          |
| 2000 | 1,485.3       | 25,235               | 3.9%                            | 1.8%                    | 9.2%                       | −1.3%                          |
| 2001 | 1,544.6       | 26,026               | 2.0%                            | 1.8%                    | 8.5%                       | −1.4%                          |
| 2002 | 1,594.3       | 26,711               | 1.1%                            | 1.9%                    | 8.3%                       | −3.1%                          |
| 2003 | 1,637.4       | 27,244               | 0.8%                            | 2.2%                    | 8.5%                       | −3.9%                          |
| 2004 | 1,710.7       | 28,274               | 2.8%                            | 2.3%                    | 8.8%                       | −3.5%                          |
| 2005 | 1,772.0       | 29,066               | 1.7%                            | 1.9%                    | 8.9%                       | −3.2%                          |
| 2006 | 1,853.2       | 30,184               | 2.4%                            | 1.9%                    | 8.8%                       | −2.3%                          |
| 2007 | 1,945.7       | 31,486               | 2.4%                            | 1.6%                    | 8.0%                       | −2.5%                          |
| 2008 | 1,995.8       | 32,121               | 0.3%                            | 3.2%                    | 7.5%                       | −3.2%                          |
| 2009 | 1,939.0       | 31,041               | −2.9%                           | 0.1%                    | 9.1%                       | −7.2%                          |
| 2010 | 1,998.4       | 31,841               | 1.9%                            | 1.7%                    | 9.3%                       | −6.8%                          |
| 2011 | 2,059.3       | 32,651               | 2.2%                            | 2.3%                    | 9.2%                       | −5.1%                          |
| 2012 | 2,086.9       | 32,929               | 0.3%                            | 2.2%                    | 9.8%                       | −4.8%                          |
| 2013 | 2,115.3       | 33,208               | 0.6%                            | 1.0%                    | 10.3%                      | −4.0%                          |
| 2014 | 2,149.8       | 33,575               | 1.0%                            | 0.6%                    | 10.3%                      | −3.9%                          |
| 2015 | 2,198.4       | 34,190               | 1.1%                            | 0.1%                    | 10.4%                      | −3.6%                          |
| 2016 | 2,234.1       | 34,654               | 1.1%                            | 0.3%                    | 10.0%                      | −3.5%                          |
| 2017 | 2,295.1       | 35,309               | 2.3%                            | 1.2%                    | 9.4%                       | −2.8%                          |
| 2018 | 2,353.1       | 36,355               | 1.8%                            | 2.1%                    | 9.1%                       | −2.5%                          |

## Các khu vực kinh tế

### Công nghiệp
Sản lượng điện của Pháp năm 2006

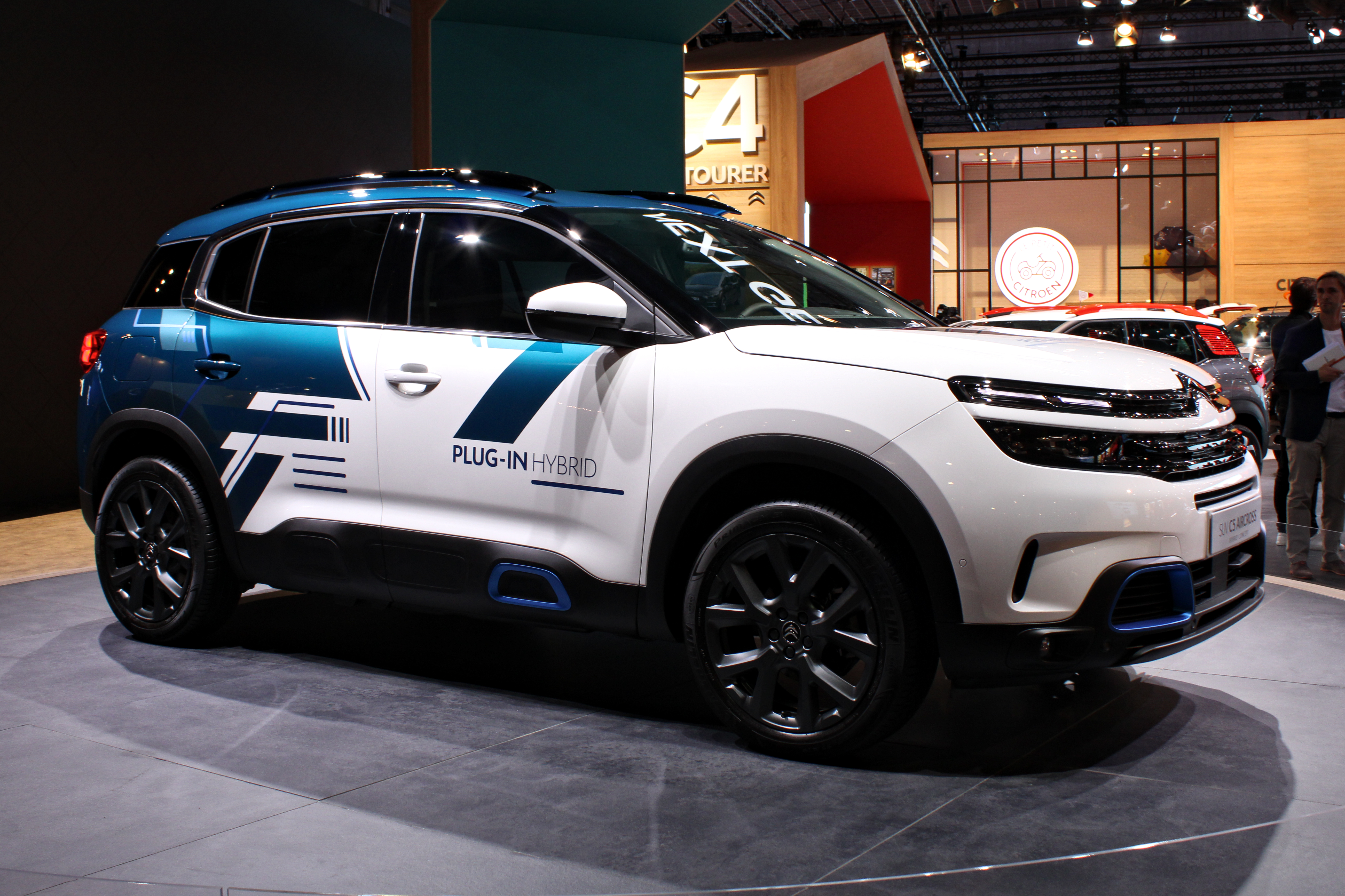
Mẫu xe Citroën C5 Aircross

Năm 2019, theo Ngân hàng Thế giới Pháp là nhà sản xuất lớn thứ 8 tính theo giá trị gia tăng.
Những ngành công nghiệp hàng đầu của pháp là viễn thông (bao gồm cả vệ tinh truyền thông), sản xuất máy bay và quốc phòng, đóng tàu (tàu hải quân và tàu chuyên dụng), dược phẩm, xây dựng và xây dựng dân dụng, hóa chất, dệt may và sản xuất xe hơi. Ngành công nghiệp hóa chất đóng vai trò quan trọng trong việc hỗ trợ phát triển các hoạt động sản xuất chế tạo khác của Pháp đồng thời đóng góp lớn cho sự phát triển của nền kinh tế.

Trụ sở chính của Sanofi tại Paris, nhà sản xuất Vắc-xin lớn nhất thế giới

Pháp đầu tư nhiều cho hoạt động nghiên cứu và phát triển khi đã bỏ ra số tiền tương đương 2,26% GDP, đứng thứ tư trong số các quốc gia thuộc OECD.
Ngành công nghiệp đóng góp vào hoạt động xuất khẩu của Pháp cụ thể như sau: tính đến năm 2018 Đài quan sát sự phức tạp của kinh tế ước tính các mặt hàng xuất khẩu lớn nhất của Pháp là "Máy bay, Máy bay trực thăng và Thiết bị vũ trụ ($43,8 tỷ), Ô tô ($26 tỷ), Dược phẩm đóng gói ($25,7 tỷ), Phụ tùng phương tiện vận chuyển ($16,5 tỷ) và Động cơ tuốc bin khí ($14,4 tỷ)."
Sophia Antipolis là trung tâm khu công nghệ cao của Pháp.

### Năng lượng
Pháp là quốc gia dẫn đầu thế giới về ngành năng lượng hạt nhân và là nơi đặt trụ sở chính của những người khổng lồ trong ngành năng lượng thế giới như Areva, EDF và Engie: Năng lượng hạt nhân giờ đây chiếm khoảng 78% tổng sản lượng điện quốc gia, con số này tăng lên từ chỉ 8% vào năm 1973, 24% vào năm 1980 và 75% vào năm 1990. Chất thải phóng xạ được lưu trữ tại chỗ ở các cơ sở tái chế. Nhờ có sự đầu tư mạnh mẽ vào năng lượng hạt nhân, Pháp là quốc gia có lượng khí thải nhà kính thấp nhất trong số bảy quốc gia có nền công nghiệp hóa phát triển nhất thế giới.
Sản lượng điện sản xuất được ở Pháp vào năm 2006 là 548,8 TWh, trong đó:
- 428,7 TWh (78,1%) được sản xuất bởi các nhà máy hạt nhân
- 60,9 TWh (11,1%) được sản xuất bởi các công trình thủy điện
- 52,4 TWh (9,5%) bởi các nhà máy sản xuất năng lượng hóa thạch
  - 21,6 TWh (3,9%) từ năng lượng than đá
  - 20,9 TWh (3,8%) từ khí thiên nhiên
  - 9,9 TWh (1,8%) từ các nhiên liệu hóa thạch khác (dầu nhiên liệu và các sản phẩm phụ của ngành công nghiệp như các loại khí lò cao)
- 6,9 TWh (1,3%) từ các loại năng lượng khác (đặc biệt là chất thải rắn và gió)
  - Điện năng sản xuất từ năng lượng gió đã tăng từ 0,596 TWh năm 2004, lên 0,963 TWh năm 2005 và 2,15 TWh năm 2006, nhưng con số này vẫn chỉ chiếm 0,4% tổng sản lượng điện (tính đến năm 2006).

Tháng 11 năm 2004, EDF (viết tắt của Electricité de France), công ty phục vụ tiện ích công cộng đứng đầu thế giới và là nhà cung cấp điện năng số một tại Pháp đã đạt được những thành công rực rỡ trên thị trường chứng khoán Pháp. Mặc dù vậy, nhà nước vẫn giữ tới 70% vốn cổ phần trong tập đoàn này.
Các nhà cung cấp điện khác còn có Compagnie nationale du Rhône (CNR) và Endesa (thông qua SNET).

### Nông nghiệp

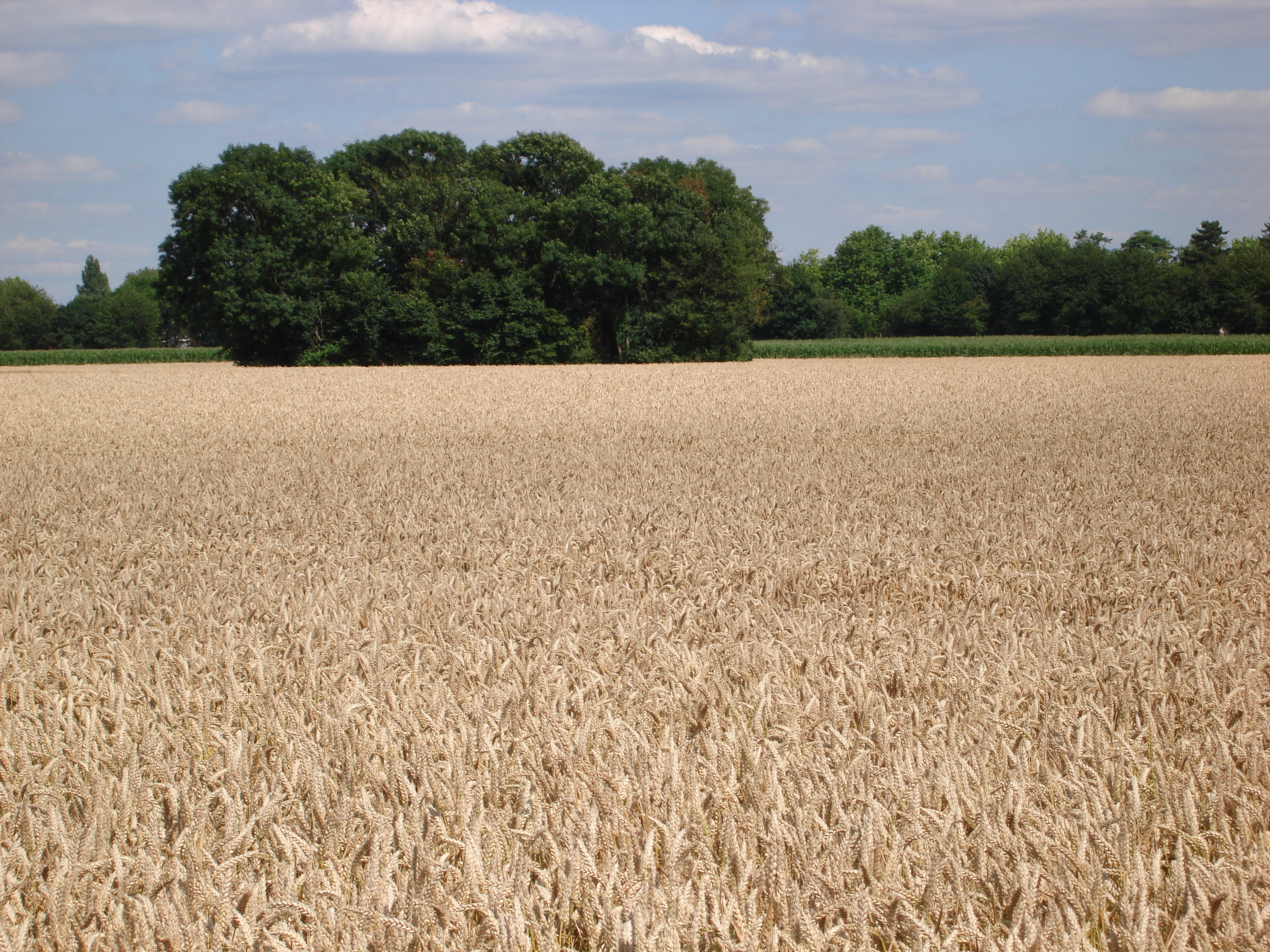
Cánh đồng lúa mì ở Villiers-le-Bâcle. Pháp là nước sản xuất nông nghiệp lớn nhất EU.

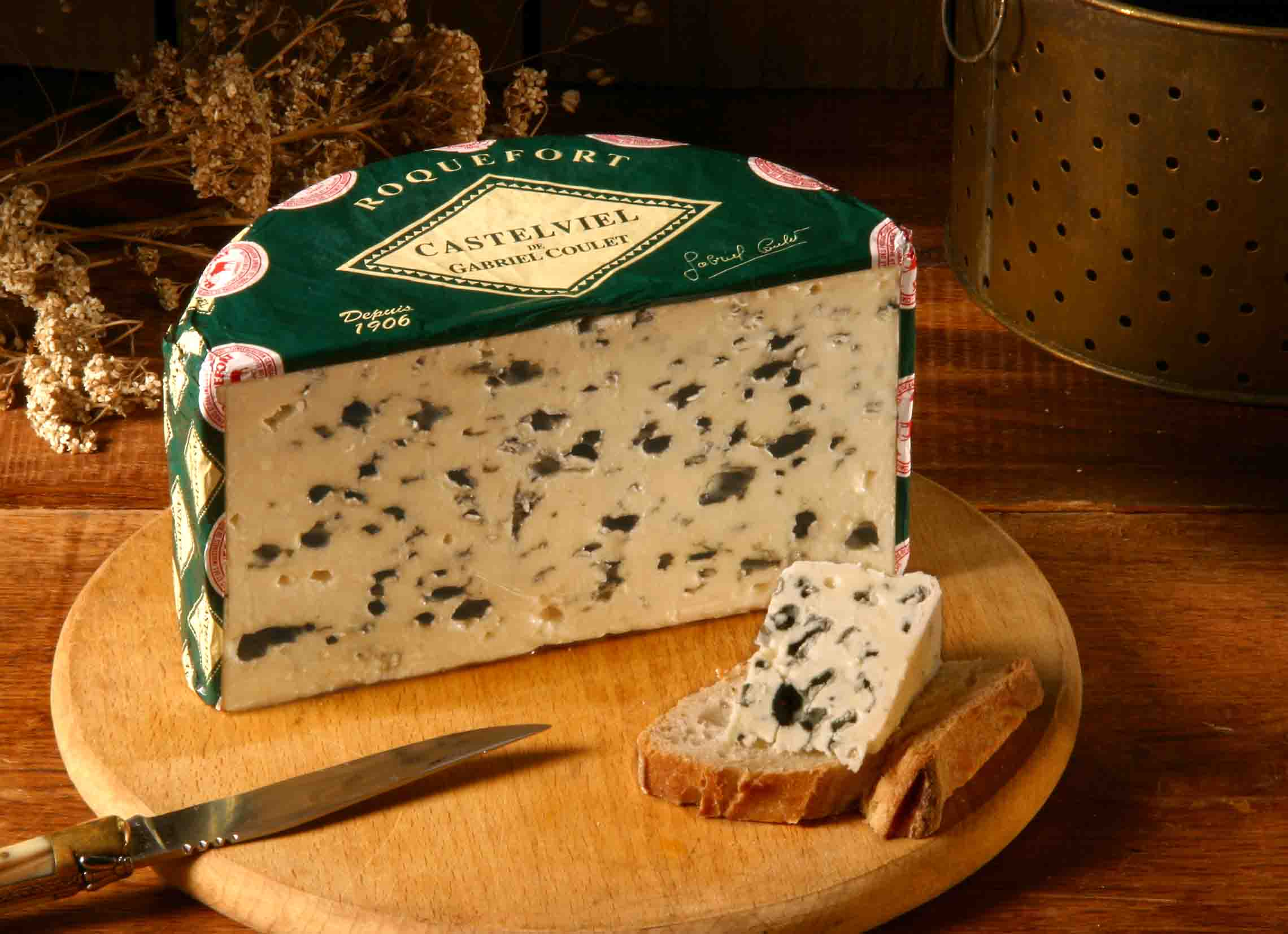
Pho mát Roquefort

Pháp là nước sản xuất nông nghiệp lớn thứ 6 thế giới và đứng đầu EU khi chiếm tới một phần ba tổng số đất nông nghiệp ở EU. Đầu những năm 1980, Pháp dẫn đầu về sản xuất ba loại ngũ cốc chính là lúa mì, lúa mạch và ngô. Trở lại năm 1983, Pháp sản xuất khoảng 24,8 triệu tấn, vượt xa Vương quốc Anh và Tây Đức, hai nhà sản xuất lúa mì đứng sau.
Miền Bắc nước Pháp được đặc trưng bởi các trang trại lúa mì lớn. Các sản phẩm sữa, thịt lợn, gia cầm và sản xuất táo tập trung ở khu vực phía Tây. Sản xuất thịt bò nằm ở miền trung nước Pháp, trong khi hoạt động sản xuất trái cây, rau và rượu vang trải khắp từ miền trung đến miền nam nước Pháp. Pháp là nước sản xuất nhiều sản phẩm nông nghiệp và hiện đang mở rộng các ngành lâm nghiệp và thủy sản. Nhờ việc áp dụng chính sách Nông nghiệp chung (CAP) và vòng đàm phán Uruguay có trong hiệp ước chung về thuế quan và mậu dịch (GATT) đã dẫn đến những cải cách trong lĩnh vực nông nghiệp của nền kinh tế.
Là nước xuất khẩu nông sản lớn thứ hai thế giới, Pháp chỉ xếp sau Hoa Kỳ. Điểm đến cho các mặt hàng xuất khẩu nông sản của Pháp đa phần là các nước thành viên EU. Ngoài ra Pháp còn hỗ trợ xuất khẩu nông sản cho nhiều nước nghèo ở châu Phi (bao gồm cả các thuộc địa cũ), những nước đang phải đối mặt với tình trạng thiếu lương thực nghiêm trọng. Lúa mì, thịt bò, thịt lợn, thịt gia cầm và các sản phẩm từ sữa là những mặt hàng xuất khẩu chính.
Các mặt hàng xuất khẩu nông sản từ Pháp sang Hoa Kỳ luôn phải đối mặt với sự cạnh tranh gay gắt với các mặt hàng nội địa, sản phẩm từ các nước thành viên EU khác và các nước thuộc thế giới thứ ba ở Pháp. Xuất khẩu nông sản của Hoa Kỳ sang Pháp, với tổng trị giá khoảng 600 triệu đô la mỗi năm, chủ yếu bao gồm đậu nành và các sản phẩm chế biến từ đậu nành, thức ăn chăn nuôi và thức ăn gia súc, hải sản và hàng tiêu dùng đặc biệt là thực phẩm ăn nhẹ và các loại hạt. Hàng xuất khẩu có giá trị cao từ Pháp sang Hoa Kỳ có pho mát, sản phẩm chế biến và rượu.
Ngành nông nghiệp của Pháp nhận được gần 11 tỷ euro trợ cấp đến từ EU. Lợi thế cạnh tranh của Pháp chủ yếu được biết đến nhờ có chất lượng cao và tiếng tăm trên toàn cầu, chẳng hạn như pho mát và rượu vang.
Năm 2018, Pháp đã sản xuất 39,5 triệu tấn củ cải đường (nhà sản xuất lớn thứ 2 trên thế giới, chỉ sau Nga), để phục vụ cho việc sản xuất đường và etanol; 35,8 triệu tấn lúa mì (sản lượng lớn thứ 5 trên thế giới); 12,6 triệu tấn ngô (sản lượng đứng thứ 11 trên thế giới); 11,2 triệu tấn lúa mạch (sản lượng lớn thứ 2 trên thế giới, chỉ sau Nga); 7,8 triệu tấn khoai tây (sản lượng đứng thứ 8 trên thế giới); 6,2 triệu tấn nho (sản lượng đứng thứ 5 trên thế giới); 4,9 triệu tấn cải dầu (nhà sản xuất lớn thứ 4 trên thế giới, sau Canada, Trung Quốc và Ấn Độ); 2,2 triệu tấn mía; 1,7 triệu tấn táo (nhà sản xuất lớn thứ 9 trên thế giới); 1,3 triệu tấn tiểu hắc mạch (nhà sản xuất lớn thứ 4 trên thế giới, chỉ sau Ba Lan, Đức và Belarus); 1,2 triệu tấn hạt hướng dương (nhà sản xuất lớn thứ 9 trên thế giới); 712 nghìn tấn cà chua; 660 nghìn tấn vải lanh; 615 nghìn tấn hạt đậu khô; 535 nghìn tấn cà rốt; 427 nghìn tấn yến mạch; 400 nghìn tấn đậu nành và một số hoạt động sản xuất nhỏ các sản phẩm nông nghiệp khác.

### Du lịch

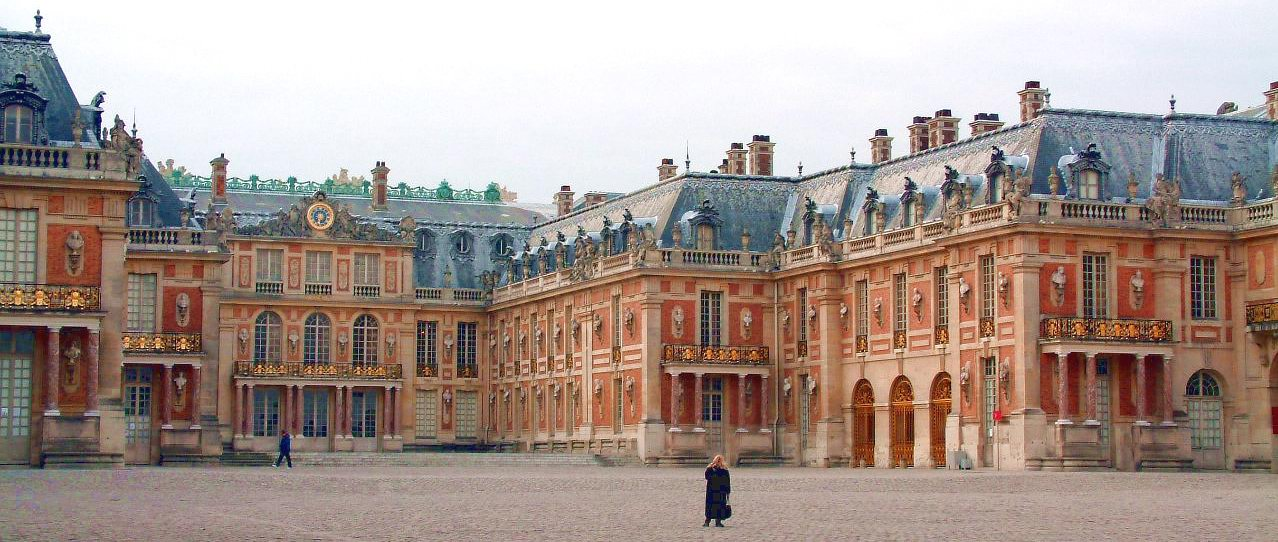
Cung điện Versailles là một trong những địa điểm tham quan du lịch nổi tiếng nhất của Pháp. Pháp là điểm đến du lịch số một thế giới.

Pháp có nhiều địa điểm tham quan du lịch nổi tiếng nhất thế giới với hơn 83,7 triệu du khách đã đến đây vào năm 2014, xếp trên Tây Ban Nha (58,5 triệu vào năm 2006) và Hoa Kỳ (51,1 triệu vào năm 2006). Con số này không bao gồm những người ở lại Pháp ít hơn 24 tiếng, chẳng hạn như những người Bắc Âu di chuyển qua Pháp để đến Tây Ban Nha hoặc Ý trong mùa hè.
Pháp là nơi có các thành phố được quan tâm nhiều do sự phồn thịnh của văn hóa (trong đó Paris là địa điểm quan trọng nhất), các bãi biển và khu nghỉ mát ven biển, khu trượt tuyết và các vùng nông thôn mà nhiều người thích thú vì vẻ đẹp và sự yên bình của chúng. Pháp cũng thu hút nhiều người hành hương tôn giáo đến Lourdes, một thị trấn thuộc tỉnh Hautes-Pyrénées là nơi đón vài triệu du khách mỗi năm.
Theo số liệu năm 2003, một số địa điểm du lịch nổi tiếng bao gồm (tính theo lượng khách mỗi năm): Tháp Eiffel (6,2 triệu), Viện bảo tàng Louvre (5,7 triệu), Cung điện Versailles (2,8 triệu), Cité des Sciences et de l'Industrie (2,6 triệu), Bảo tàng Orsay (2,1 triệu), Khải Hoàn Môn (1,2 triệu), Trung tâm Georges-Pompidou (1,2 triệu), Mont-Saint-Michel (1 triệu), Lâu đài Chambord (711.000), Sainte-Chapelle (683.000), Pháo đài Haut-Kœnigsbourg (549.000), Puy de Dôme (500.000), Bảo tàng Picasso Paris (441.000), Carcassonne (362.000). Tuy nhiên, địa điểm tham quan phổ biến nhất ở Pháp là Disneyland Paris với 9,7 triệu lượt tham quan vào năm 2017

### Công nghiệp quốc phòng

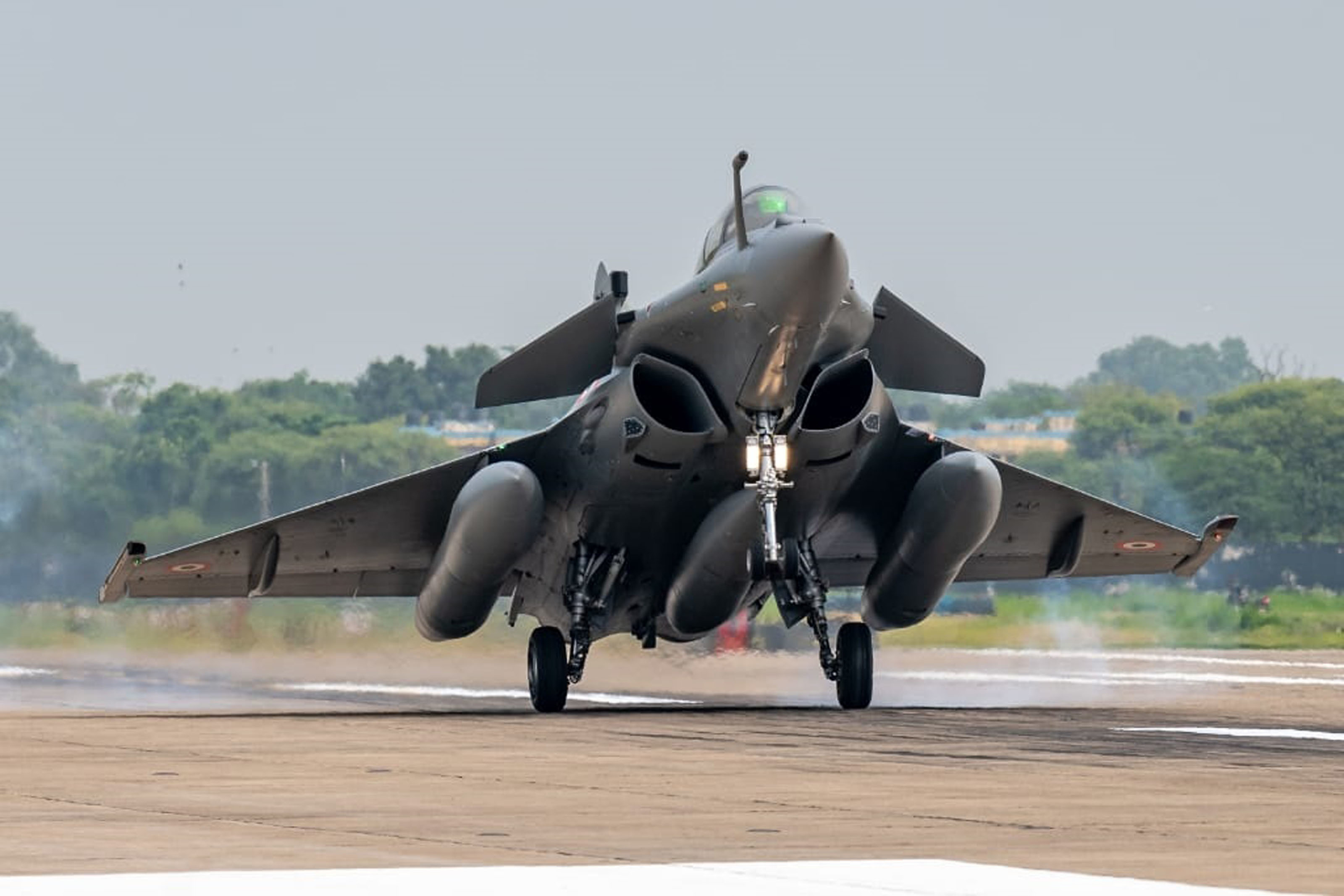
Máy bay chiến đấu Dassault Rafale

Chính phủ Pháp là khách hàng chính của ngành công nghiệp sản xuất vũ khí của Pháp, trong đó các mặt hàng chủ yếu là tàu chiến, súng, vũ khí hạt nhân và thiết bị an ninh.
Chi tiêu quốc phòng cao kỷ lục (hiện tại ở mức 35 tỷ euro), con số này đã tăng lên đáng kể dưới thời chính phủ của Thủ tướng Jean-Pierre Raffarin mà phần lớn được dành cho các ngành công nghiệp vũ khí của Pháp.
Giai đoạn 2000–2015, Pháp là nhà xuất khẩu vũ khí lớn thứ tư thế giới.
Pháp xuất khẩu một lượng lớn vũ khí sang Ả Rập Xê Út, Các Tiểu vương quốc Ả Rập Thống nhất, Brazil, Hy Lạp, Ấn Độ, Pakistan, Đài Loan, Singapore và nhiều nước khác.
Theo một báo cáo trong năm 2015, doanh số bán vũ khí của Pháp trên thị trường quốc tế lên tới 17,4 tỷ Đô la Mỹ, gấp đôi doanh số năm 2014. Vice News giải thích rằng "Trong khi Vương quốc Anh đã phần nào mất đi vị thế trong lĩnh vực này thì Pháp vẫn duy trì mức độ sản xuất các  thiết bị quân sự công nghệ cao cho việc phòng thủ trên bộ, trên không và trên biển."

### Thời trang và đồ xa xỉ
Theo số liệu năm 2017 được công bố bở Deloitte, Louis Vuitton Moet Hennessey (LVMH) là thương hiệu của Pháp chuyên sản xuất những mặt hàng xa xỉ lớn nhất thế giới tính theo doanh số khi doanh số của công ty này gấp đôi đối thủ cạnh tranh gần nhất với mình. Ngoài ra Pháp còn sở hữu 3 trong số 10 công ty sản xuất hàng xa xi hàng đầu thế giới theo doanh số bán ra (LVMH, Kering và L'Oréal), nhiều hơn bất kỳ quốc gia nào khác trên thế giới.
Paris được coi là kinh đô thời trang số một của thế giới.
Truyền thống thời trang của Pháp gọi là haute couture (may đo cao cấp) đã được bắt đầu ngay vào thời đại của vua Louis XIV.

## Vận tải

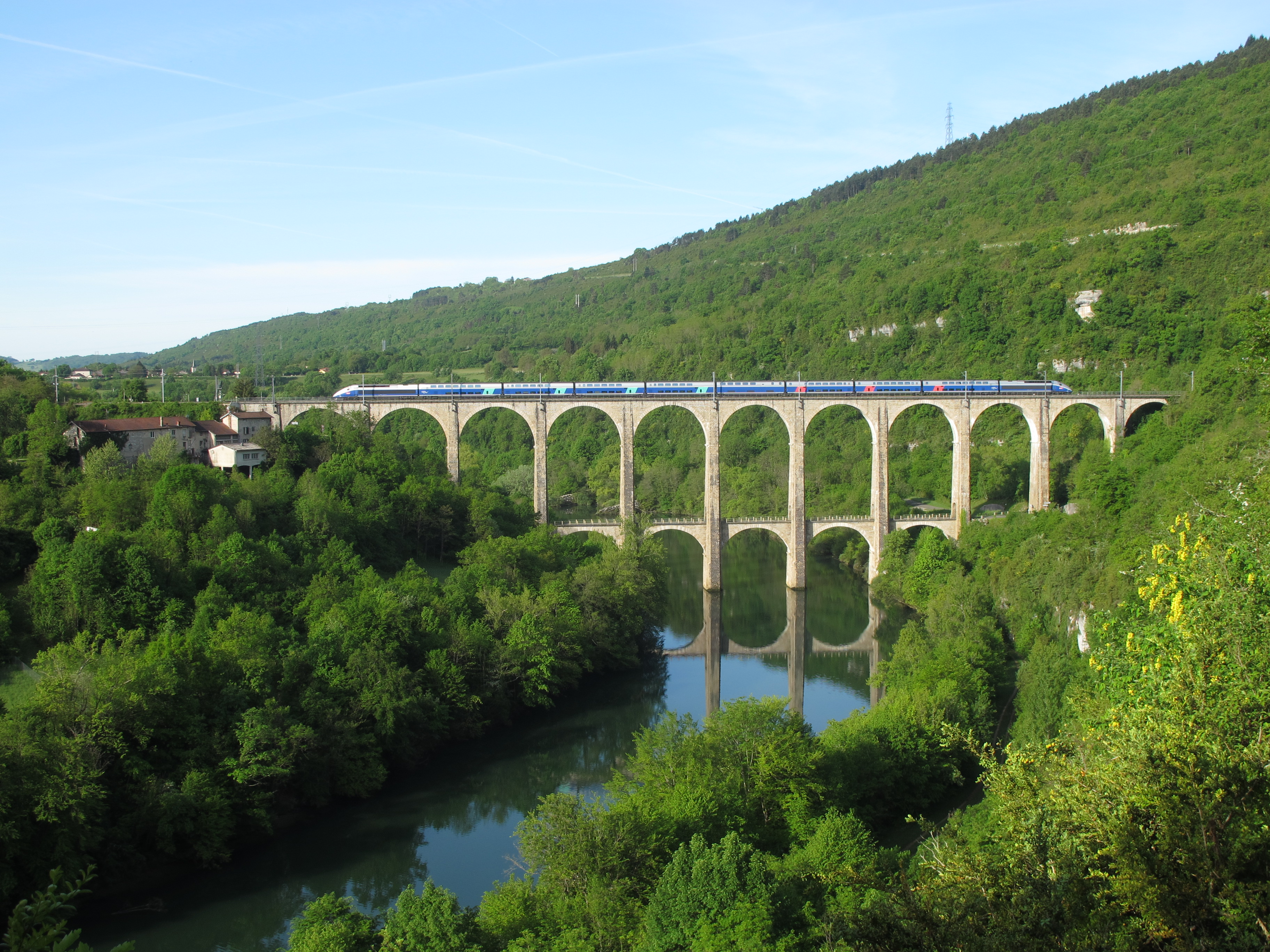
Tàu siêu tốc 2 tầng TGV đang băng qua cầu cạn Cize–Bolozon

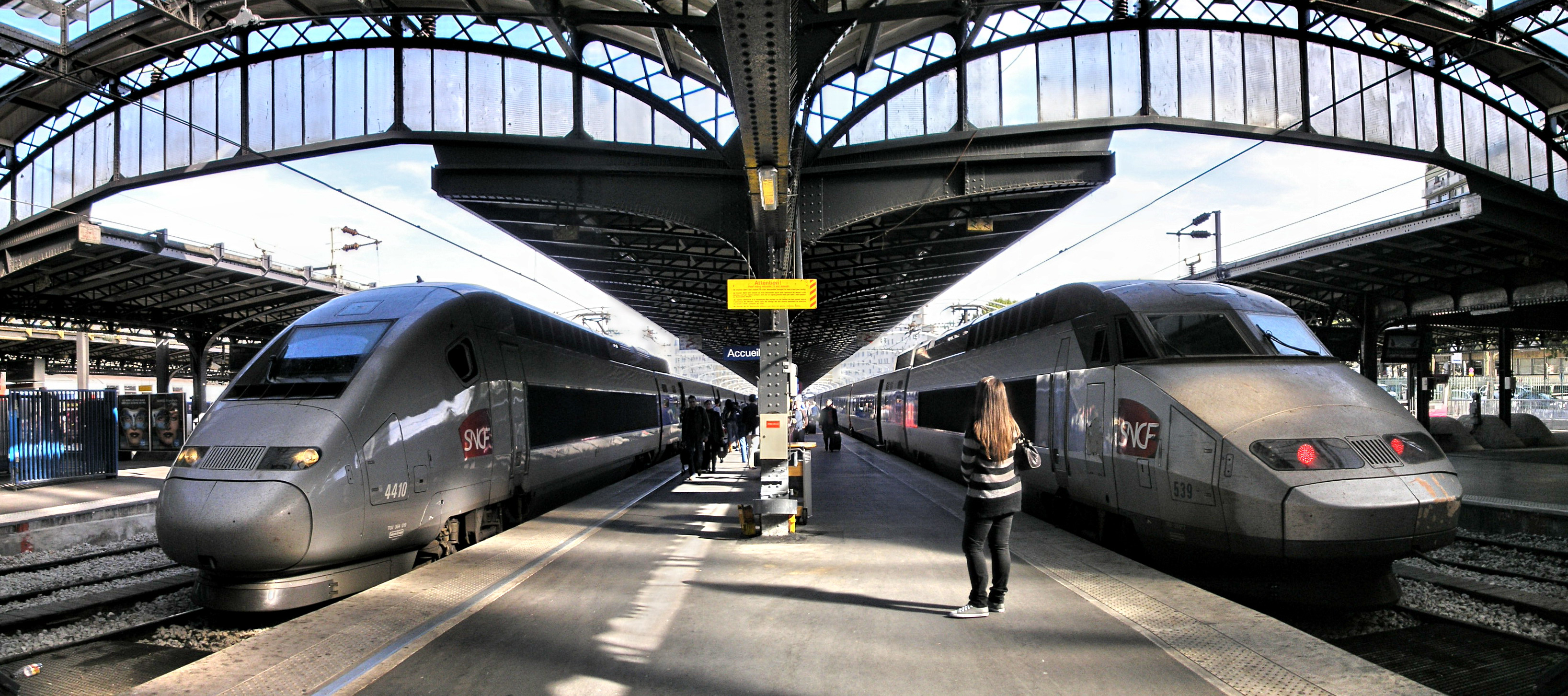
Hai con tàu siêu tốc TGV được sản xuất bởi Alstom đang đỗ tại Paris-Gare de l'Est

Pháp là một trong những quốc gia có hệ thống đường giao thông vận tải dày đặc nhất thế giới khi mà cứ 100 km² lại có khoảng 146 km đường bộ và 6,2 km đường sắt. Hệ thống này trông giống như một mạng lưới phức tạp với Paris nằm tại trung tâm. Mạng lưới giao thông đường sắt mặc dù được trợ giá cao nhưng chỉ chiếm một phần tương đối nhỏ trong việc đi lại khi mà hầu hết mọi người đều di chuyển bằng ô tô. Tuy nhiên, tàu siêu tốc TGV lại chiếm tỷ trọng lớn trong việc đi lại đường dài, một phần là do xe buýt liên tỉnh đã bị cấm hoạt động cho đến năm 2015.
Với 3,220 km đường sắt cao tốc, Pháp tự hào là quốc gia có mạng lưới đường sắt cao tốc dài thứ 2 trên thế giới chỉ sau Trung Quốc.
Sân bay Paris-Charles-de-Gaulle là một trong những sân bay bận rộn nhất trên thế giới về lưu lượng hành khách. Sân bay Charles de Gaulle đứng thứ ba trên toàn cầu về số lượng điểm đến được phục vụ và đứng thứ nhất về số lượng quốc gia có các chuyến bay thẳng đến đây.
Pháp cũng tự hào khi có một số cảng biển và bến cảng lớn, bao gồm Bayonne, Bordeaux, Boulogne-sur-Mer, Brest, Calais, Cherbourg-Octeville, Dunkerque, Fos-sur-Mer, La Pallice, Le Havre, Lorient, Marseille, Nantes, Nice, Paris, Port-la-Nouvelle, Port-Vendres, Roscoff, Rouen, Saint-Nazaire, Saint-Malo, Sète, Strasbourg và Toulon. Có khoảng 470 sân bay ở Pháp và theo ước tính năm 2005, có ba sân bay trực thăng, 288 sân bay có đường băng trải nhựa, 199 sân bay còn lại chưa trải. Hãng hàng không quốc gia của Pháp là Air France, một hãng hàng không toàn cầu với đầy đủ các dịch vụ và bay đến gồm 20 điểm đến trong nước và 150 điểm đến quốc tế tại 83 quốc gia (bao gồm cả các vùng hải ngoại) trên khắp 6 châu lục chính.

## Đầu tư nước ngoài
Theo một nghiên cứu được thực hiện bởi Ernst & Young, vào năm 2020, Pháp là nước nhận đầu tư trực tiếp nước ngoài lớn nhất ở Châu Âu, trước cả Anh và Đức. 
EY cho rằng đây là "những thành tựu đạt được từ những cải cách về luật lao động và thuế doanh nghiệp của tổng thống Macron và những cải cách này đã được các nhà đầu tư trong nước cũng như quốc tế đón nhận một cách nồng nhiệt."
Pháp xếp thứ 5 trên bảng xếp hạng về Chỉ số Niềm tin FDI của AT Kearney vào năm 2019, tăng 2 bậc so với xếp hạng năm 2017.

## Thị trường lao động
Theo một báo cáo năm 2011 của Cục Thống kê Lao động Mỹ (BLS) thì GDP bình quân đầu người của Pháp tính theo PPP bằng với Vương quốc Anh (hơn 35.000 USD / người). Để giải thích tại sao GDP bình quân đầu người của Pháp thấp hơn của Hoa Kỳ, nhà kinh tế học Paul Krugman cho biết: "Công nhân ởPháp có năng suất lao động tương đương với Hoa Kỳ" nhưng người Pháp lại có tỷ lệ tham gia lực lượng lao động thấp hơn và "họ cũng làm ít giờ hơn". Theo Krugman, sự khác biệt là do người Pháp có quyền đưa ra "những lựa chọn khác nhau về độ tuổi nghỉ hưu và thời gian nghỉ ngơi".

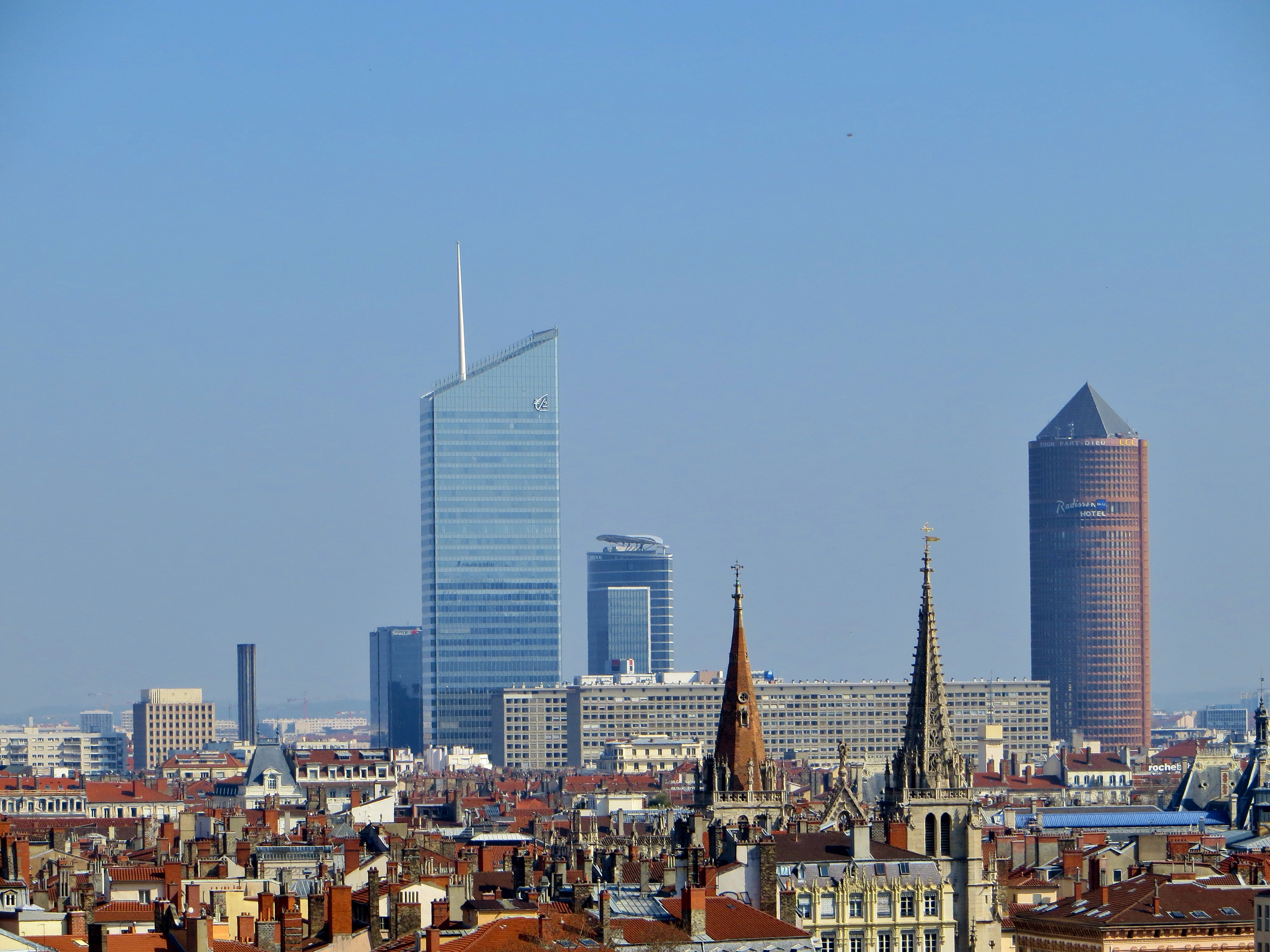
La Part-Dieu, khu trung tâm kinh tế của thành phố Lyon

Pháp từ lâu đã có tỷ lệ thất nghiệp tương đối cao ngay cả trong thời kỳ mà nền kinh tế vĩ mô của nước này được cho là đang thuận lợi hơn so với các những nền kinh tế tiên tiến khác.
Pháp là một trong những nước có tỷ lệ việc làm trong độ tuổi lao động thấp nhất trong số các nước thuộc OECD: năm 2020, chỉ có 64,4% dân số trong độ tuổi lao động của Pháp có việc làm, so với 77% ở Nhật Bản, 76,1% ở Đức, 75,4% ở Anh, nhưng tỷ lệ việc làm của Pháp lại cao hơn của Mỹ khi mà quốc gia này chỉ ở mức 62,5%. Sự chênh lệch này là do tỷ lệ việc làm thấp trong độ tuổi từ 15-24: 38% vào năm 2012 so với trung bình 47% của OECD.
Kể từ sau cuộc bầu cử 2017, Emmanuel Macron đã đưa ra một số cải cách về thị trường lao động và những cải các này đã chứng tỏ về mặt hiệu quả khi nó thành công trong việc giảm tỷ lệ thất nghiệp trước khi cuộc suy thoái kinh tế toàn cầu do COVID-19 xảy ra. Vào cuối năm 2019, tỷ lệ thất nghiệp của Pháp mặc dù vẫn cao hơn so với các nền kinh tế phát triển khác, nhưng đây lại là mức thấp nhất trong một thập kỷ.
Trong suốt những năm 2000 và 2010, hệ tư tưởng chủ nghĩa tự do cổ điển và lý thuyết về kinh tế học của Keynes đều đã tìm kiếm các giải pháp khác nhau cho vấn đề thất nghiệp ở Pháp. Các lý thuyết của các nhà kinh tế theo trường phái Keynes đã cho ra bộ luật 35 giờ làm việc một tuần vào năm 1999. Từ năm 2004 đến năm 2008, chính phủ đã cố gắng chống lại tình trạng thất nghiệp bằng các cải cách cho bên cung cấp việc làm, nhưng đã vấp phải sự phản kháng quyết liệt.; hợp đồng thuê mướn mới và Hợp đồng lao động đầu tiên (cho phép sự linh hoạt hơn trong các văn bản hợp đồng) đều từng được quan tâm đặc biệt thế nhưng cả hai cuối cùng cũng đều bị bãi bỏ. Chính phủ Sarkozy đã sử dụng hình thức phúc lợi Thu nhập lao động đoàn kết để khắc phục  hiệu ứng tiêu cực  của chính sách revenu minimum d'insertion (trợ cấp thất nghiệp không phụ thuộc vào các khoản đóng góp trước đó, không giống như trợ cấp thất nghiệp bình thường ở Pháp) lên việc khuyến khích chấp nhận những công việc ngay cả khi nó không đủ để kiếm sống. Các nhà kinh tế theo chủ nghĩa tự do mới cho rằng tỷ lệ việc làm thấp, đặc biệt là ở những người trẻ tuổi, với mức lương tối thiểu cao sẽ giúp ngăn cản những người lao động có năng suất thấp có thể dễ dàng tham gia thị trường lao động.
Một bài viết được đăng trên tạp chí  New York Times  vào tháng 12 năm 2012 đã đưa tin về một "thế hệ trôi nổi" ở Pháp, thế hệ này góp phần làm hình thành lên 14 triệu thanh niên châu Âu thất nghiệp được ghi nhận bởi cơ quan nghiên cứu châu Âu.  Thế hệ trôi nổi  này hình thành được cho là do xuất phát từ một hệ thống xã hội đang trở nên rối loạn: "một nền giáo dục có truyền thông tinh hoa trước đây nhưng lại không giúp những sinh viên tốt nghiệp tham gia vào lực lượng lao động cộng thêm một thị trường lao động cứng nhắc khó gia nhập đối với những người mới đến và một hệ thống thuế khiến việc các công ty thuê nhân viên toàn thời gian trở nên đắt đỏ và việc sa thải họ vừa khó vừa tốn kém ". Vào tháng 7 năm 2013, tỷ lệ thất nghiệp ở Pháp là 11%.
Vào đầu tháng 4 năm 2014, các liên đoàn và công đoàn của người sử dụng lao động đã thương lượng một thỏa thuận với các nhà tuyển dụng trong các lĩnh vực về công nghệ và dịch vụ tư vấn do thời gian làm việc của nhân viên đã bị tăng lên thông qua hình thức giao tiếp trên điện thoại thông minh ngoài giờ làm việc chính thức. Theo một thỏa thuận lao động mới, có tính ràng buộc pháp lý, khoảng 250.000 nhân viên sẽ không phải chịu trách nhiệm giải quyết các vấn đề liên quan đến công việc trong thời gian rảnh rỗi của mình và người sử dụng lao động sẽ không được phép giao việc cho nhân viên trong thời gian này.
Mỗi ngày có khoảng 80.000 công dân Pháp đi làm ở nước láng giềng Luxembourg khiến họ trở thành nhóm lực lượng lao động xuyên biên giới lớn nhất Liên minh Châu Âu. Nguyên nhân là do họ bị thu hút bởi mức lương cho các nhóm công việc khác nhau tại đây cao hơn nhiều so với ở đất nước của mình cộng với tình trạng thiếu lao động có tay nghề cao trong nền kinh tế Luxembourg đang diễn ra.

## Thương mại quốc tế
Năm 2018, Pháp là quốc gia có nền thương mại lớn thứ 5 trên thế giới và thứ hai ở châu Âu (sau Đức). Cán cân ngoại thương đối với hàng hóa thặng dư từ năm 1992 đến năm 2001, đạt 25,4 tỷ USD (25,4 G $) vào năm 1998; tuy nhiên, cán cân thương mại của Pháp đã bị ảnh hưởng bởi suy thoái kinh tế và rơi vào tình trạng báo động vào năm 2000 khi thâm hụt tới 15 tỷ đô la Mỹ vào năm 2003. Tổng kim ngạch thương mại năm 1998 lên tới 730 tỷ đô la bằng 50% của GDP - nhập khẩu cộng với xuất khẩu hàng hóa và dịch vụ. Thương mại với các nước thuộc Liên minh Châu Âu chiếm 60% tổng giá trị thương mại của Pháp.
Năm 1998, giá trị thương mại Mỹ - Pháp đạt khoảng 47 tỷ đô la nếu chỉ tính riêng hàng hóa. Theo dữ liệu thương mại của Pháp, xuất khẩu của Hoa Kỳ chiếm 8,7% - tương đương khoảng 25 tỷ USD - trong tổng giá trị nhập khẩu của Pháp. Các ngành như hóa chất, sản xuất chế tạo máy bay và động cơ, linh kiện điện tử, viễn thông, phần mềm máy tính, máy tính và thiết bị ngoại vi, thiết bị phân tích và khoa học, dụng cụ và vật tư y tế, thiết bị phát sóng, lập trình và nhượng quyền thương mại của Mỹ đặc biệt thu hút các nhà nhập khẩu Pháp.
Các mặt hàng xuất khẩu chính của Pháp sang Mỹ là máy bay, động cơ, đồ uống, thiết bị điện, hóa chất, mỹ phẩm, sản phẩm xa xỉ và nước hoa. Pháp là đối tác thương mại lớn thứ chín của Mỹ.
| Hạng | Nước                                    | Giá trị xuất khẩu (2016) |
| ---- | --------------------------------------- | ------------------------ |
| 1.   | Đức                                     | 70.1                     |
| 2.   | Hoa Kỳ                                  | 40.4                     |
| 3.   | Bỉ · Luxembourg                         | 36.7                     |
| 4.   | Ý                                       | 35.3                     |
| 5.   | Vương quốc Liên hiệp Anh và Bắc Ireland | 35.3                     |
| 6.   | Tây Ban Nha                             | 34.6                     |
| 7.   | Trung Quốc                              | 18.6                     |
| 8.   | Hà Lan                                  | 16.8                     |
| 9.   | Thụy Sỹ                                 | 16.2                     |
| 10.  | Nhật Bản                                | 8.9                      |
| 11.  | Ba Lan                                  | 7.9                      |
| 12.  | Singapore                               | 7.8                      |
| 13.  | Thổ Nhĩ Kỳ                              | 7.5                      |
| 14.  | Hồng Kông                               | 6.4                      |
| 15.  | Cộng hòa Ireland                        | 6.3                      |
| 16.  | Nga                                     | 6.1                      |
| 17.  | Thụy Điển                               | 5.7                      |
| 18.  | Hàn Quốc                                | 5.7                      |
| 19.  | Algérie                                 | 5.3                      |
| 20.  | Bồ Đào Nha                              | 5.3                      |

| Hạng | Nước            | Giá trị nhập khẩu (2016) |
| ---- | --------------- | ------------------------ |
| 1.   | Đức             | 99.8                     |
| 2.   | Trung Quốc      | 47.9                     |
| 3.   | Ý               | 43.7                     |
| 4.   | Bỉ · Luxembourg | 41.6                     |
| 5.   | Hoa Kỳ          | 37.9                     |
| 6.   | Tây Ban Nha     | 37.1                     |
| 7.   | Hà Lan          | 26.4                     |
| 8.   | Anh Quốc        | 22.4                     |
| 9.   | Thụy Sĩ         | 15.8                     |
| 10.  | Ba Lan          | 10.4                     |
| 11.  | Nhật Bản        | 10.1                     |
| 12.  | Ireland         | 7.6                      |
| 13.  | Cộng hòa Séc    | 7.6                      |
| 14.  | Thổ Nhĩ Kỳ      | 7.5                      |
| 15.  | Na Uy           | 6.4                      |
| 16.  | Bồ Đào Nha      | 6.3                      |
| 17.  | Thụy Điển       | 6.0                      |
| 18.  | Áo              | 5.6                      |
| 19.  | Ấn Độ           | 5.1                      |
| 20.  | Việt Nam        | 5.0                      |

| Hạng | Nước            | Tổng giá trị thương mại (2016) |
| ---- | --------------- | ------------------------------ |
| 1.   | Đức             | 169.9                          |
| 2.   | Ý               | 79.0                           |
| 3.   | Hoa Kỳ          | 78.3                           |
| 4.   | Bỉ · Luxembourg | 78.3                           |
| 5.   | Tây Ban Nha     | 71.7                           |
| 6.   | Trung Quốc      | 66.5                           |
| 7.   | Anh Quốc        | 57.7                           |
| 8.   | Hà Lan          | 43.2                           |
| 9.   | Thụy Sĩ         | 32.0                           |
| 10.  | Nhật Bản        | 19.0                           |

## Kinh tế theo vùng

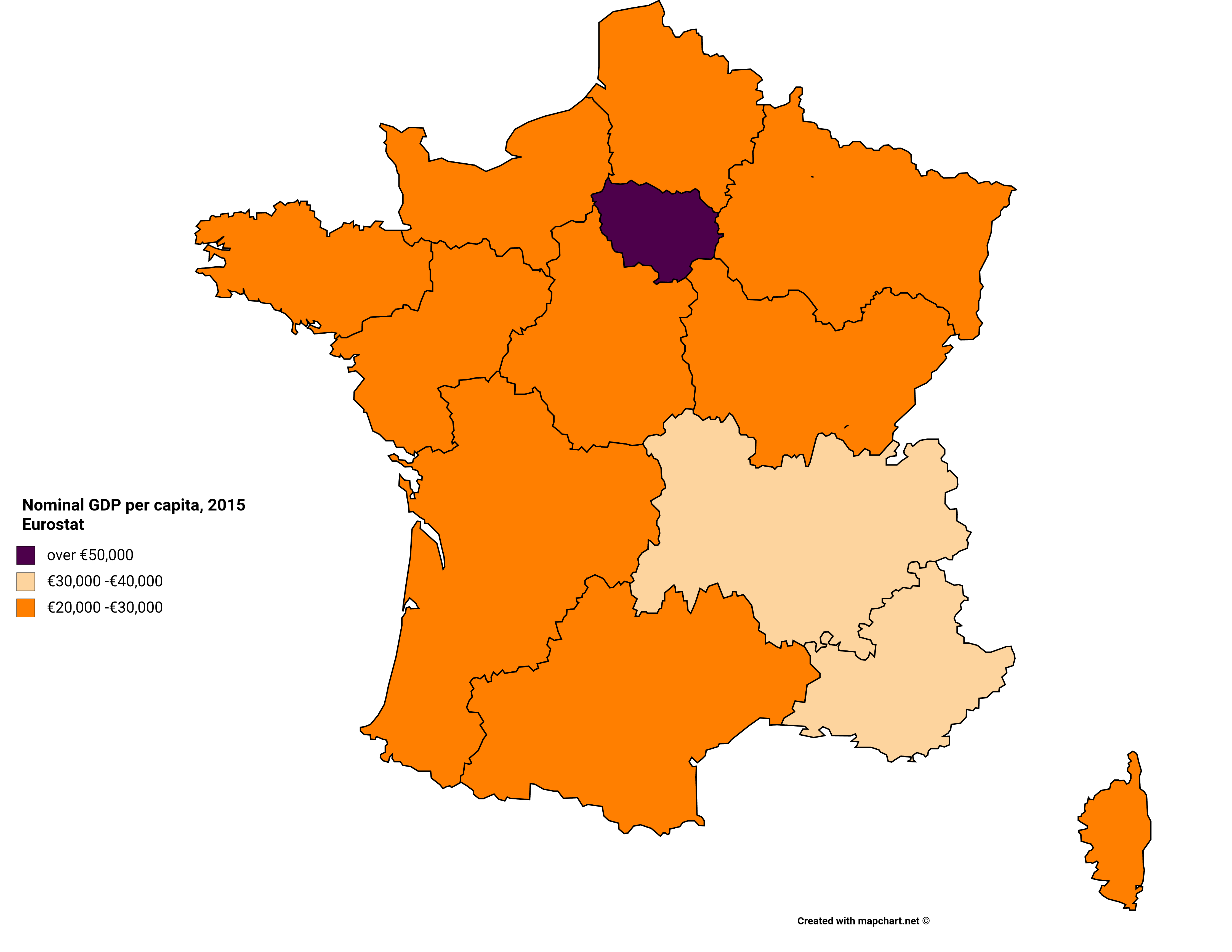
GDP danh nghĩa bình quân đầu người theo vùng 2015, Eurostat

Chênh lệch kinh tế giữa các vùng của Pháp không cao như ở các nước châu Âu khác như Anh, Ý hoặc Đức và cao hơn các nước như Thụy Điển, Đan Mạch hoặc thậm chí là Tây Ban Nha. Tuy nhiên, khu vực giàu nhất và có quy mô nền kinh tế lớn thứ hai của châu Âu là Ile-de-France (khu vực xung quanh Paris), từ lâu đã được hưởng lợi từ quyền bá chủ kinh tế với tư cách là thủ đô đất nước.
Vùng kinh tế quan trọng nhất là Île-de-France (khu vực có nền kinh tế lớn thứ 4 thế giới và thứ 2 ở Châu Âu), Auvergne-Rhône-Alpes (khu vực có nền kinh tế lớn thứ 5 của Châu Âu nhờ các ngành như dịch vụ, công nghệ cao, công nghiệp hóa chất, rượu vang, du lịch), Provence-Alpes-Côte d'Azur (dịch vụ, công nghiệp, du lịch và rượu vang), Nord-Pas-de-Calais (đầu mối giao thông, dịch vụ, một trong những trung tâm công nghiệp của Châu Âu) và Pays de la Loire (công nghệ xanh, du lịch). Các vùng như Alsace từng là nơi rất phát triển ngành công nghiệp (công cụ máy móc) ngày nay đã phát triển ngành dịch vụ thu nhập cao, nhờ vậy mà trở nên rất giàu có nhưng lại không có thứ hạng cao về mọi mặt.
Các khu vực nông thôn chủ yếu nằm ở các vùng như Auvergne, Limousin và Centre-Val de Loire, đây là khu vực chuyên sản xuất rượu vang và chiếm một tỷ trọng đáng kể trong nền kinh tế cho vùng Aquitaine nơi có rượu vang Bordeaux, rượu vang đỏ và Sâm panh được sản xuất tại Champagne-Ardenne.

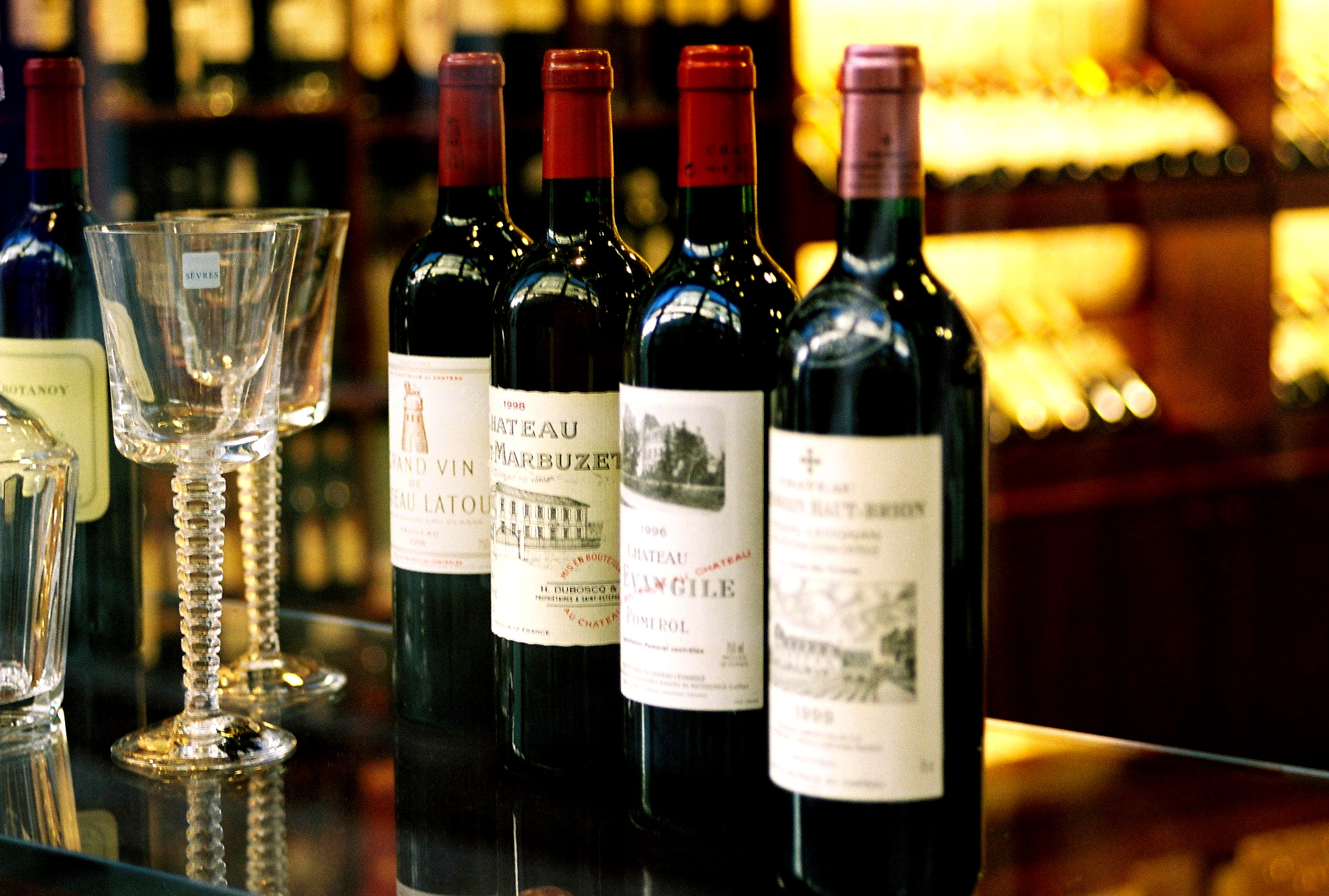
Vùng sản xuất rượu Bordeaux luôn nổi tiếng thế giới với các loại rượu cao cấp.

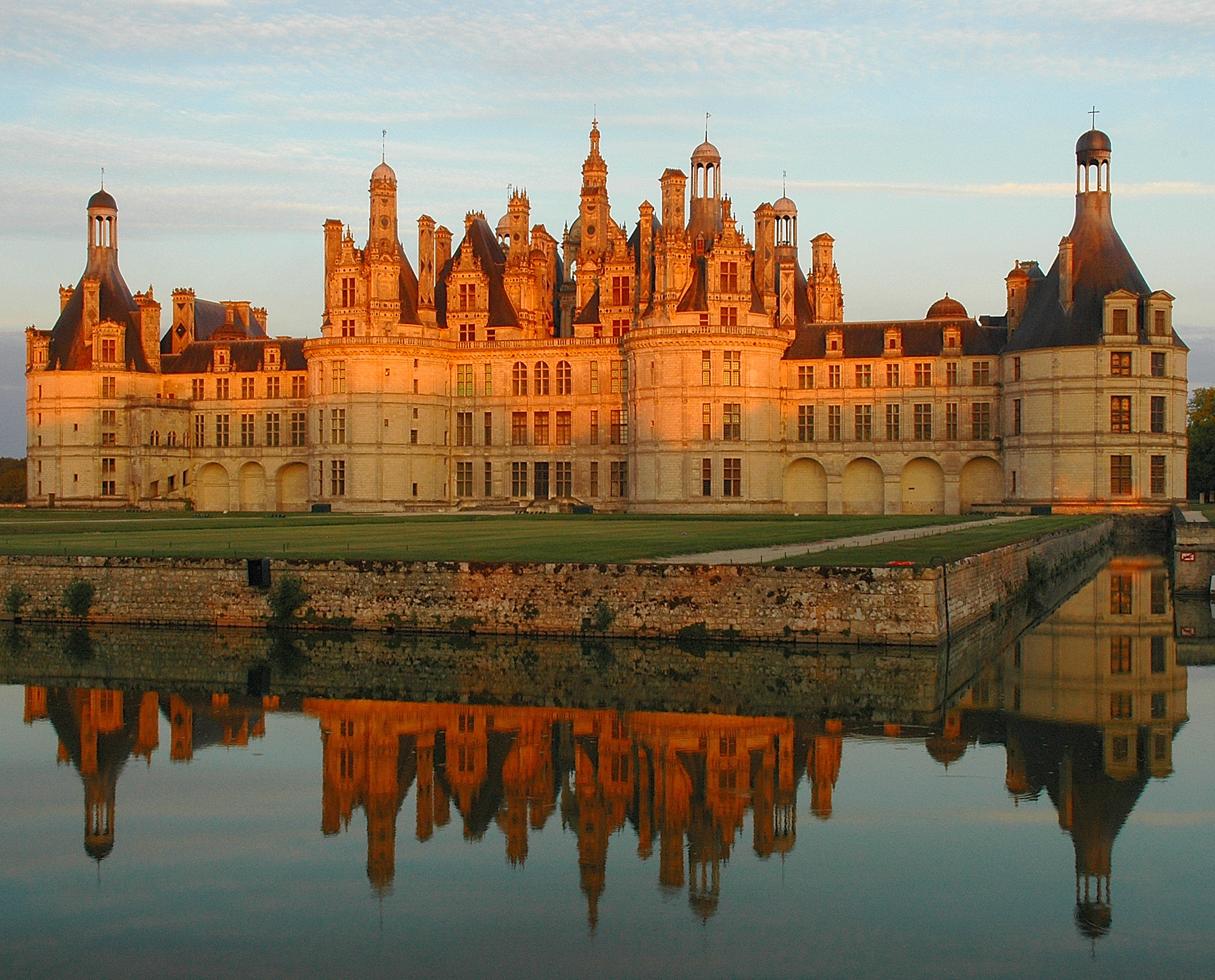
Lâu đài Chambord là một trong những điểm du lịch nổi tiếng nhất ở Pháp.

| Hạng | Vùng                       | GDP (triệu euro, 2015) | GDP bình quân (euro, 2015) |
| ---- | -------------------------- | ---------------------- | -------------------------- |
| 1    | Île de France              | 671,048                | 55,433                     |
| 2    | Auvergne-Rhône-Alpes       | 250,197                | 31,666                     |
| 3    | Nouvelle-Aquitaine         | 163,140                | 27,527                     |
| 4    | Occitanie                  | 159,326                | 27,497                     |
| 5    | Hauts-de-France            | 157,316                | 26,170                     |
| 6    | Provence-Alpes-Côte d'Azur | 154,081                | 30,709                     |
| 7    | Grand Est                  | 151,880                | 27,317                     |
| 8    | Pays de la Loire           | 109,965                | 29,482                     |
| 9    | Normandy                   | 91,810                 | 27,495                     |
| 10   | Brittany                   | 91,406                 | 27,684                     |
| 11   | Bourgogne-Franche-Comté    | 74,074                 | 26,258                     |
| 12   | Centre-Val de Loire        | 70,230                 | 27,226                     |
|      | Réunion                    | 18,373                 | 21,559                     |
|      | Guadeloupe                 | 9,724                  | 22,509                     |
|      | Martinique                 | 9,289                  | 24,516                     |
| 13   | Corsica                    | 8,761                  | 26,629                     |
|      | Guyane thuộc Pháp          | 4,441                  | 16,777                     |
|      | Mayotte                    | 2,309                  | 9,755                      |

## Kinh tế theo các tỉnh và thành phố

### Sự bất bình đẳng trong thu nhập giữa các tỉnh

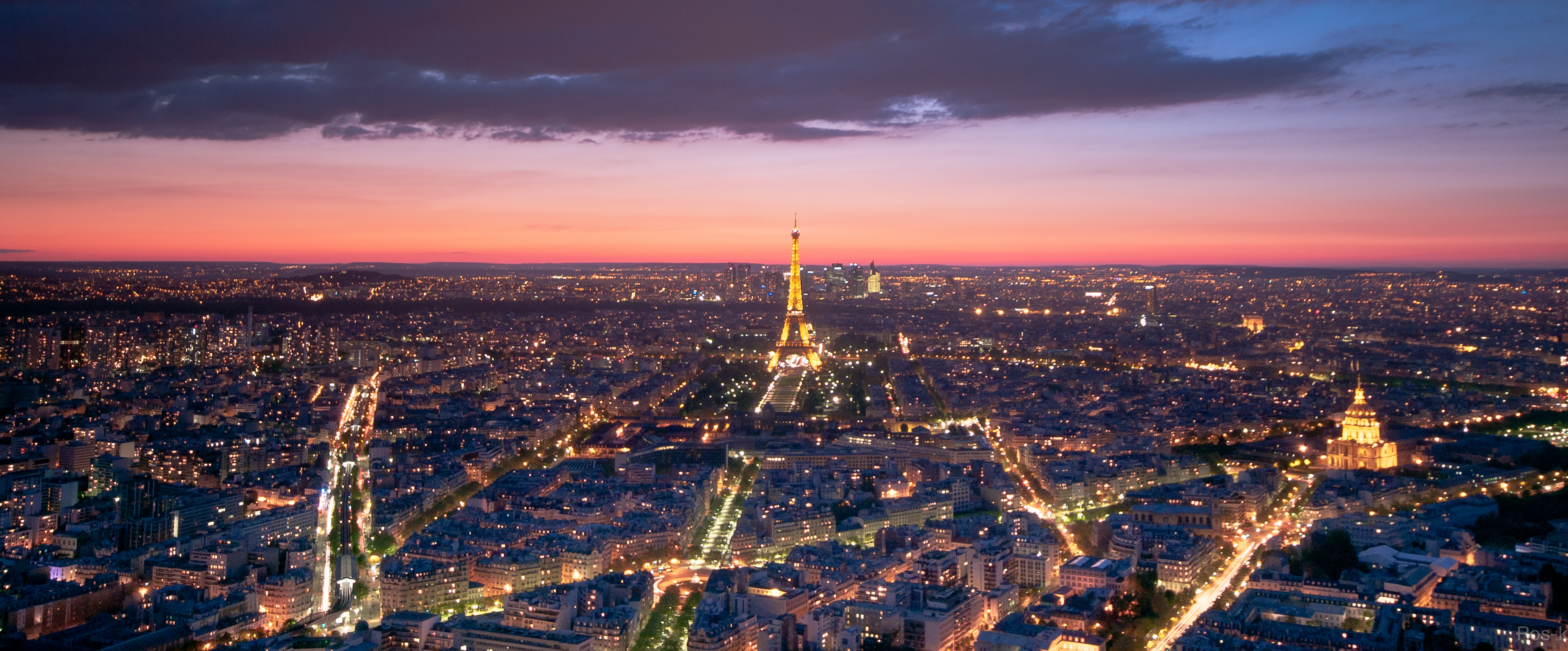
Paris là nền kinh tế đô thị lớn nhất của Pháp (thứ ba trên thế giới)

Về thu nhập, có thể thấy những bất bình đẳng quan trọng giữa các tỉnh của Pháp.
Theo thống kê năm 2008 của INSEE, tỉnh Yvelines là nơi có thu nhập cao nhất cả nước với thu nhập trung bình là 4,750 euro mỗi tháng. Hauts-de-Seine đứng thứ hai, Essonne thứ ba, Paris thứ tư, Seine-et Marne thứ năm. Île-de-France là vùng giàu nhất cả nước với thu nhập trung bình mỗi tháng đạt 4,228 euro (và cũng là vùng giàu nhất ở Châu Âu) so với trung bình 3,081 euro của cả nước. Alsace đứng thứ hai, Rhône-Alpes thứ ba, Picardie thứ tư và Haute-Normandie thứ năm.
Nơi nghèo nhất của Pháp nằm ở các tỉnh hải ngoại, Guiana là tỉnh nghèo nhất với thu nhập hộ gia đình trung bình hàng tháng đạt 1.826 euro. Tại Chính quốc Pháp, Creuse thuộc vùng Limousin đứng cuối danh sách về thu nhập với mức thu nhập hộ gia đình trung bình hàng tháng là 1.849 euro.

### Bất bình đẳng thu nhập trong thành thị
Sự bất bình đẳng lớn cũng có thể được tìm thấy giữa các thành phố. Trong vùng đô thị Paris luôn tồn tại sự khác biệt đáng kể giữa nơi có mức sống cao là  Paris Ouest  và nơi có mức sống thấp hơn ở các khu vực  phía bắc hay còn được gọi là vùng ngoại ô của Paris, chẳng hạn như như khu vực Seine-Saint-Denis.
Đối với các thành phố trên 50.000 dân như Neuilly-sur-Seine, khu vực ngoại ô phía tây Paris, là thành phố giàu có nhất ở Pháp với thu nhập hộ gia đình trung bình là 5.939 euro mỗi tháng trong đó có khoảng 35% hộ gia đình ở đây kiếm được hơn 8.000 euro mỗi tháng.
Tuy nhiên chính trong vùng đô thị Paris, có tới bốn quận còn giàu hơn cả Neuilly-sur-Seine đó là: Quận 6, Quận 7, Quận 8 và Quận 16; trong đó quận 8 là quận giàu nhất ở Pháp (3 quận còn lại kể trên đứng ngay sát sau đó với các vị trí xếp hạng về giàu có số 2, 3 và 4).

## Tài sản

### Tổng quan
Năm 2010, người Pháp nắm giữ số lượng tài sản ước tính là 14,0 nghìn tỷ Đô la Mỹ cho dân số vào khoảng 63 triệu.
- Xét về tổng tài sản nắm giữ, có thể nói người Pháp là những người giàu có nhất châu Âu khi đã có hơn một phần tư số hộ gia đình giàu có nhất ở châu Âu là nằm ở đây.[101] Còn xét trên khía cạnh toàn cầu, Pháp xếp hạng ở vị trí thứ tư.[102][103]
- Năm 2010, giá trị tài sản bình quân mà một người Pháp trưởng thành nắm giữ vào khoảng hơn 290.000 USD, giảm so với mức cao nhất trước khủng hoảng là 300.000 USD vào năm 2007. Theo tỷ lệ này, người Pháp là những người giàu nhất ở châu Âu. Khoảng 1,1 triệu người ở Pháp phải chịu thuế do họ thuộc lớp những người giàu có này, nếu tổng giá trị tài sản mà một người nắm giữ đạt 1,3 triệu euro thì họ sẽ bắt đầu phải chịu thuế (có chiết khấu dựa trên thời hạn cư trú).
- Hầu hết mọi hộ gia đình Pháp đều nắm giữ một khối lượng tài sản trên dưới 1.000 Đô la.[104] Nếu tính theo tỷ lệ thì số người Pháp nắm giữ số lượng tài sản với giá trị trên 10.000 đô la và trên 100.000 đô la lần lượt gấp đôi so với tỷ lệ trung bình tương ứng trên thế giới.[105]
- Người Pháp cũng nằm trong số những người ít mắc nợ nhất ở các nước phát triển với các khoản nợ cá nhân chỉ chiếm "chưa đến 10% tổng giá trị tài sản mà hộ gia đình đó nắm giữ".[106]

### Triệu phú
Số lượng các triệu phú ở Pháp nhiều thứ ba ở châu Âu tính đến năm 2017. Có khoảng 1,617 triệu hộ gia đình triệu phú (tính theo đô la Mỹ) sống ở Pháp vào năm 2017, sau Anh (2,225 triệu) và Đức (1,637 triệu)
Người giàu nhất ở Pháp là giám đốc điều hành kiêm chủ tịch của LVMH Bernard Arnault.